# Nipane (Sindhuli)
Nipane (Nepali निपाने) ist ein Village Development Committee (VDC) im Distrikt Sindhuli in der Verwaltungszone Janakpur im Südosten Nepals.
Nipane liegt am Südufer der Kamala an der Nordflanke der Siwaliks.

## Einwohner
Der VDC hatte im Jahr 2001 1944 Einwohner. In ihrer deutlichen Mehrheit sind sie Hindu.
Bei der Volkszählung 2011 hatte Nipane 3418 Einwohner (davon 1602 männlich) in 702 Haushalten.